# Шункырколь (Акмолинская область)
Шункырко́ль (каз. Шұңқыркөл) — упразднённое село в Атбасарском районе Акмолинской области Казахстана. Входило в состав Шункыркольского сельского округа. Код КАТО — 113833600. 

## География
Село располагалось возле одноимённого озера в южной части района, на расстоянии примерно 50 километров (по прямой) к югу от административного центра района — города Атбасар.
Абсолютная высота — 307 метров над уровнем моря.
Ближайшие населённые пункты: село Новомариновка — на востоке.

## История
В 1989 году село являлось административным центром Атбасарского сельсовета, куда помимо Шункырколя, входил ещё один населённый пункт — Кайракты.
В периоде 1991—1998 годов:
- сельсовет был преобразован в сельскую администрацию, позже, в 1995 году, — в сельский округ;
- сельский округ был переименован в Шункыркольский.

Совместным решением Акмолинского областного маслихата и акимата Акмолинской области от 7 декабря 2005 года № ЗС-16-13 «О внесении изменений в административно-территориальное устройство области по Енбекшильдерскому, Сандыктаускому, Шортандинскому, Атбасарскому районам» (зарегистрированное Департаментом юстиции Акмолинской области 4 января 2006 года № 3170):
- село Кайракты было переведено в категорию иных поселений и исключено из учётных данных;
- поселение упразднённого населённого пункта — вошло в состав села Шункырколь.

Постановлением акимата Акмолинской области от 17 июня 2009 года № а-7/264 и решением Акмолинского областного маслихата от 17 июня 2009 года № 4С-15-9 «Об упразднении и преобразовании некоторых населенных пунктов и сельских округов Акмолинской области по Атбасарскому, Астраханскому и Енбекшильдерскому районам» (зарегистрированное Департаментом юстиции Акмолинской области 24 июля 2009 года № 3327):
- Новомариновский сельский округ был упразднён и исключён из учётных данных, — село Новомариновка и территория упразднённого сельского округа вошли в состав Шункыркольского сельского округа;
- административным центром Шункыркольского сельского округа был определён село Новомариновка.

Постановлением акимата Акмолинской области от 19 сентября 2016 года № А-11/451 и решением Акмолинского областного маслихата от 19 сентября 2016 года № 6С-5-4 «Об изменениях в административно-территориальном устройстве Атбасарского района Акмолинской области» (зарегистрированное Департаментом юстиции Акмолинской области 20 октября 2016 года № 5578):
- село Шункырколь было переведено в категорию иных поселений и исключено из учётных данных (как самостоятельная административная единица).

Постановлением акимата Акмолинской области от 25 октября 2019 года № А-11/506 и решением Акмолинского областного маслихата от 25 октября 2019 года № 6С-38-7 «Об изменении административно-территориального устройства Атбасарского района Акмолинской области» (зарегистрированное Департаментом юстиции Акмолинской области 1 ноября 2019 года № 7464):
- Шункыркольский сельский округ был преобразован с включением в его состав административной единицы «Село Сочинское» общей площадью в 129 738 гектар (1297,38 км2);
- административным центром Шункыркольского сельского округа был определён село Сочинское.

## Население
В 1989 году население села составляло 1049 человек (из них казахи — 49%).
В 1999 году население села составляло 775 человек (377 мужчин и 398 женщин). По данным переписи 2009 года, в селе проживали 304 человека (145 мужчин и 159 женщин). 
| Численность населения | Численность населения | Численность населения |
| 1989                  | 1999                  | 2009                  |
| --------------------- | --------------------- | --------------------- |
| 1049                  | ↘775                  | ↘304                  |